# Всесвітня газетна асоціація
Всесвітня газетна асоціація (WAN) це некомерційна (не ставить собі за мету отримання прибутку), недержавна організація, що складається з 76 національних асоціацій газетних, 12 новинних агентств, 10 регіональних прес-організацій та окремих керівників газет у 100 країнах світу.
Заснована в 1948 році, асоціація представляє більше 18, 000 видань на п'яти континентах.
Газети представляють бізнес в 190 млрд доларів США по всьому світу з 1.6 млрд читачів на день. Газети є другим за величиною у світі рекламним носієм (29.8 %), що перевищує сукупний бюджет радіо, зовнішньої реклами, кіно, журналів та інтернет. У поєднанні з журналами, принт є найбільшим у світі рекламним носієм з часткою 42 відсотки.
Головні цілі WAN:
• Захищати і просувати свободу преси та економічну незалежність газет як необхідна умова для цієї свободи.
• Підтримка та розвиток газет, що видаються по всьому світу, зміцнюючи зв'язки і контакти між керівниками газет з різних регіонів і культур
• Просування співпраці між її членами-організаціями, будь то національні, регіональні або по всьому світу. Для досягнення цих цілей Всесвітня Асоціація Газет:
• Представляє газетну індустрію на всіх міжнародних обговореннях, що стосуються питань медіа, з метою захистити як свободу преси, так і професійні та бізнесові інтереси преси.
• Просуває всесвітній обмін інформацією та ідеями про виробництво кращих і прибутковіших газет;
• виступає проти обмеження всіх видів на вільний потік інформації, на розповсюдження газет і на рекламу;
• рішуче проводить кампанії проти порушення свободи преси і проти перешкод;
• допомагає газет у країнах, що розвиваються, шляхом навчання та інших проектів співробітництва;
• спрямовує юридичну, матеріальну та гуманітарну допомогу постраждалим видавцям і журналістам; WAN є членом Междунароной Свободи Обміном Інформацією, всесвітня мережа недержавних організацій, яка відстежує порушення вільного вираження по всьому світу і захищає журналістів, письменників, користувачів інтернету та інших, хто переслідується законом за користування своїм правом свободи вираження.
Вона також відноситься до IFEX Туніська Моніторингова Група, коаліція з 16 груп вільного вираження, яка прагне чинити тиск на Туніс у поліпшенні їх ситуації з правами людини.
WAN працює в тісному співробітництві у ряді областей з Європейською Асоціацією Видавців Газет, регіональна асоціація з головним офісом у Брюсселі.
19 червня 2009, Президент WAN Гавін О'Реіллі (Gavin O'Reilly) розповів в інтерв'ю блогеру Huffington Post Фаісалу Дж. Аббасу (Faisal J. Abbas) про те, що Всесвітня Асоціація Газет погодилася об'єднатися з видавничим органом у Німеччині, IFRA, яка складається з більш, ніж 3000 членів у 70 країнах. [1]

## Активність
Шляхом свого проекту Формування Майбутнього Газет, WAN:
• визначає і аналізує тенденції в засобах масової інформації, нові технології, нові бізнес-моделі, багатоканальне поширення і вплив конвергенції і т. д.; через свій підрозділ Навчання & Заходи, WAN:
• допомагає газетам збільшити читацьку аудиторію і підтримувати і збільшувати доходи від реклами та інші доходи за рахунок ознайомлювальних поїздок, семінарів, публікацій і т. д.; За допомогою Всесвітнього Форуму Редакторів (World Editors Forum), WAN:
• надає можливості новинних керівникам вищої ланки для обміну ідеями та інформацією про бізнес редагування газет. Через Фонд для Розвитку Свободи Преси, WAN:
• сприяє зростанню вільних і незалежних газет в країнах, що розвиваються шляхом навчання та інших видів допомоги. Через програму Газети в Освіті, WAN:
• організовує міжнародне співробітництво з метою заохочення культури читання газет на основі створення і розвитку міжнародної діяльності NIE (Газети в Освіті) по всьому світу. Всесвітня Асоціація Газет має формальний консультативний статус для подання газетної індустрії в ЮНЕСКО, ООН і на Раді Європи.

## Нагороди
WAN керує Премією Золоте перо Свободи, престижна нагорода, яка удостоює честю журналіста чи медіа організацію в будь-якій точці світу, яка внесла видатний внесок у захист і просування свободи преси.

## Моніторинг вбивств журналістів
З 1998, WAN щорічно підраховувала скільки загинуло співробітників медіа по всьому світу. Гіршою записом було в 2006 році, коли 110 медіа співробітників загинули, при виконанні службових обов'язків. [2]

## Керівництво WAN
Генеральний директор — Крістоф Ріесс (Christoph Riess).
Президент WAN Гавін О'Реіллі (Gavin O'Reilly), Генеральний Директор (СОО) Ірландської Independent News and Media plc. ((Незалежні Новини та Медіа)
Скарбник Фред Арп (Fred Arp), CFO у Telegraaf Media Group в Нідерландах.
Повний список посадових осіб і членів правління можна подивитися за адресою www.wan-press.org.